# Конголезская кухня

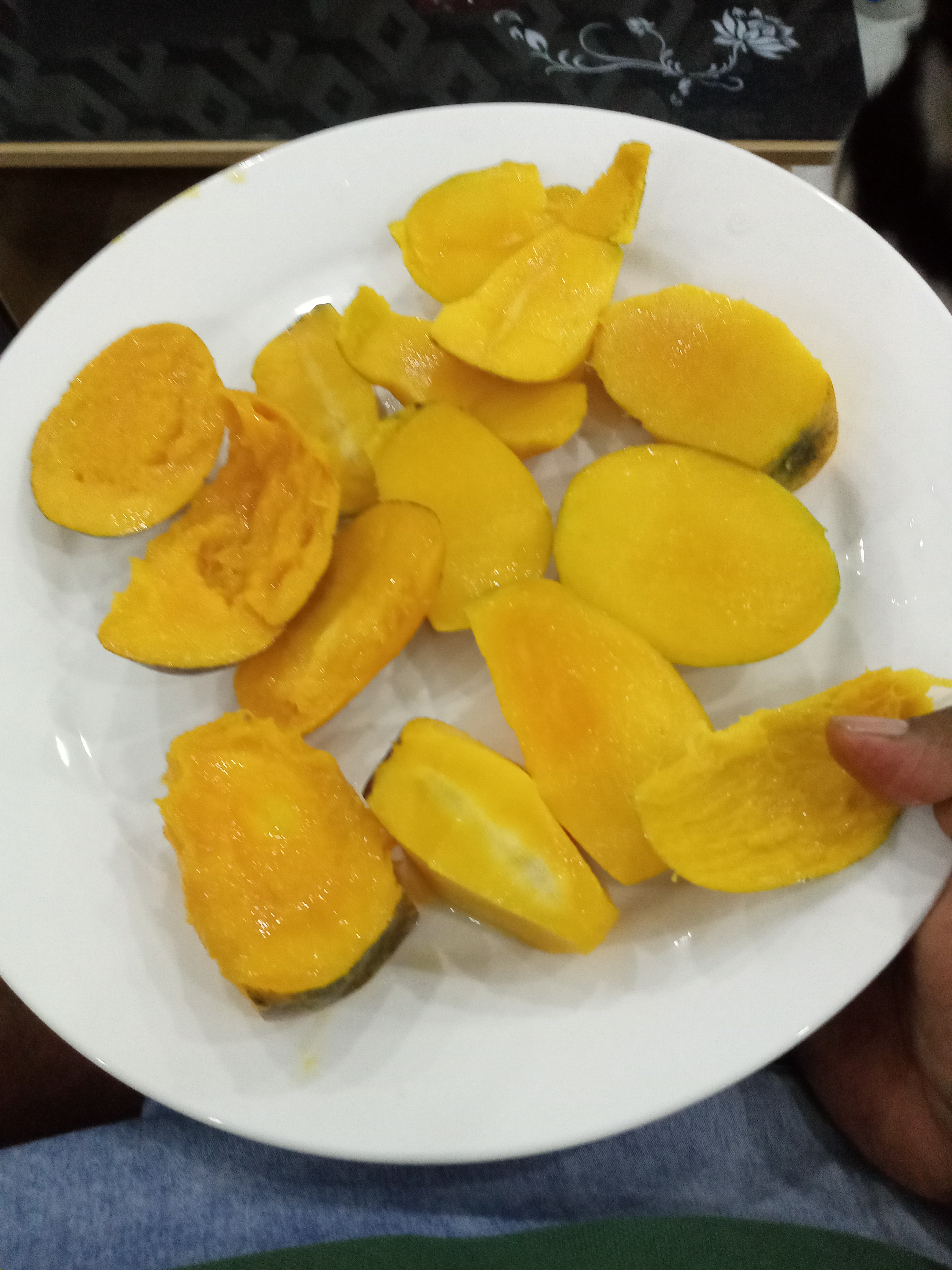
Манго доступны круглый год

Кухня Демократической Республики Конго и Республики Конго довольно вариативна и представляет собой пищу коренных народов. Основными продуктами питания являются маниок, фуфу, рис, плантан и картофель, которые обычно подаются с различными гарнирами.

## Популярные блюда
В Конго обрабатывается менее двух процентов земли, и большая часть её используется для натурального хозяйства. Сельскохозяйственные угодья Конго являются источником самых разных культур. К ним относятся кукуруза, рис, маниок, батат, ямс, таро, плантан, помидоры, тыква и разновидности гороха и орехов. Эти продукты едят по всей стране, но есть и региональные блюда. Наиболее важными культурами для экспорта являются кофе и пальмовое масло.
Дикие растения, фрукты, грибы, мёд и другие продукты, такие как мясо диких животных и рыба, также используются в блюдах. Люди часто продают эти продукты на рынках или у дорог. Скотоводству и развитию крупного сельскохозяйственного производства препятствуют недавняя война и плохое качество дорожной сети.

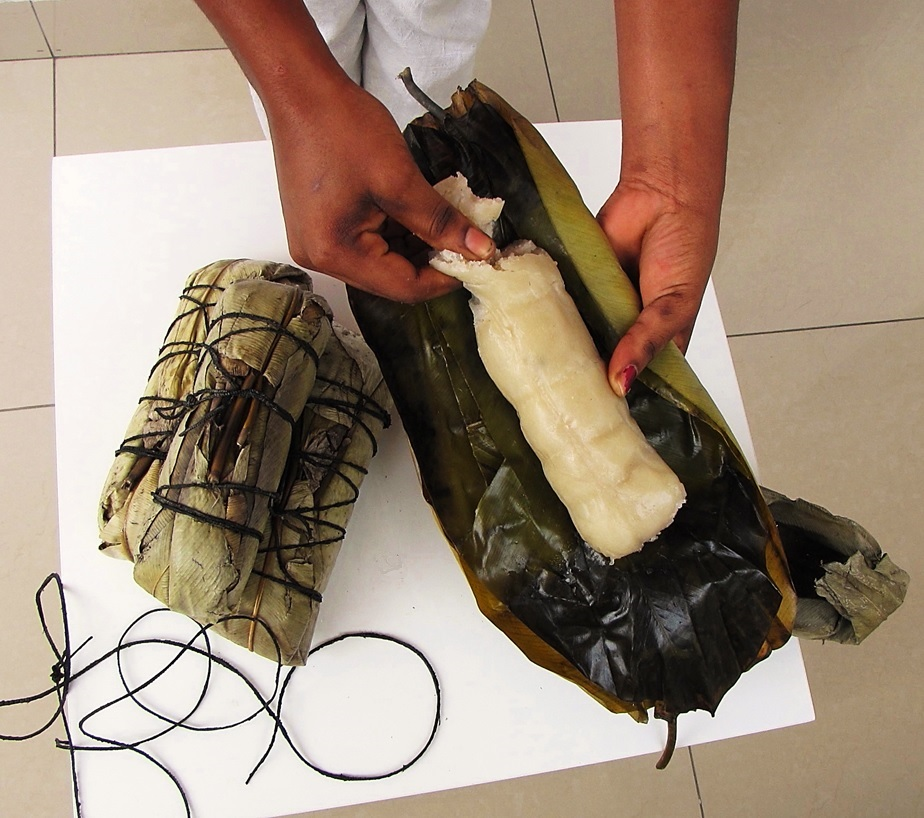
Корень маниока, приготовленный в листьях

Конголезские блюда часто состоят из крахмалистых ингредиентов, а также овощей и тушёного мяса. Крахмал может быть в виде пасты, пюре из маниоки или кукурузной муки, называемых фуфу или угали. Во время еды фуфу скатывают в шарики размером с мяч для гольфа и окунают в острое тушеное мясо, часто делая большим пальцем углубление для соуса.
Ферментированный хлеб, кванга, приготовленный из маниоки, производится в промышленных масштабах по всей стране. Литума — популярное блюдо из бананов, приготовленное из пюре из бананов, которые формируются в шарики и запекаются. Сладкий картофель батат готовят аналогичным образом и в некоторых частях страны смешивают с жареным арахисом. Рис часто смешивают с фасолью.
В дополнение к этим крахмалистым ингредиентам часто добавляют зеленые овощи, такие как листья маниоки, тшитекутаку (растение, похожее на шпинат) и бамию. Грибы, особенно ценимые у народа луба, часто используются в качестве заменителя мяса в периоды его дефицита. Хотя полное вегетарианство неизвестно, большинство блюд едят без мяса из-за его высокой цены.
Рыба в изобилии водится вдоль реки Конго, её притоков и в различных озёрах. Её запекают, варят или жарят для немедленного употребления, либо коптят или солят для хранения в консервированном виде. На рынках часто продают готовую к употреблению перченую рыбу, запеченную в банановых листьях. Козлятина является наиболее широко потребляемым мясом. Курица моамбе — распространённый способ приготовления курицы с арахисовым соусом. Также едят съедобных насекомых, таких как кузнечики и гусеницы, они, как правило, имеют ореховый привкус.
Соусы для смешивания с вышеперечисленными ингредиентами готовят из помидоров, лука и местных ароматных трав. Растительное масло вместе с солью, острым красным перцем чили и сладким зелёным перцем используются для придания дополнительного вкуса. Эти специи реже используются на крайнем юге.

## Рестораны Нганда
«Рестораны Нганда» в Киншасе, где много представителей разных национальностей, представляют собой этнические рестораны, где подают блюда из определённых частей страны, а также западные импортные блюда, такие как хлеб и пиво. Нганда часто принадлежат незамужним женщинам и занимают промежуточное положение между барами и ресторанами. Три обычных типа ресторанов нганда:
- Нганда на берегу реки (Riverside nganda): подают запеченную рыбу с варёными бананами, рецепты верховий реки.
- Конго нганда (Kongo nganda): подают рыбные блюда с овощным соусом вместе с упомянутой выше квангой (хлеб из маниока). Эти блюда родом из Киншасы.
- Касаи нганда (Kasai nganda): подают козлятину с рисом и зелёными овощами. Они также используют кролика в качестве десерта по особому случаю.

Рестораны нганда часто ориентированы не только на определённые регионы, но и на разные классы — от рабочих-мигрантов и шахтеров до специалистов и государственных чиновников.

## Список конголезских блюд

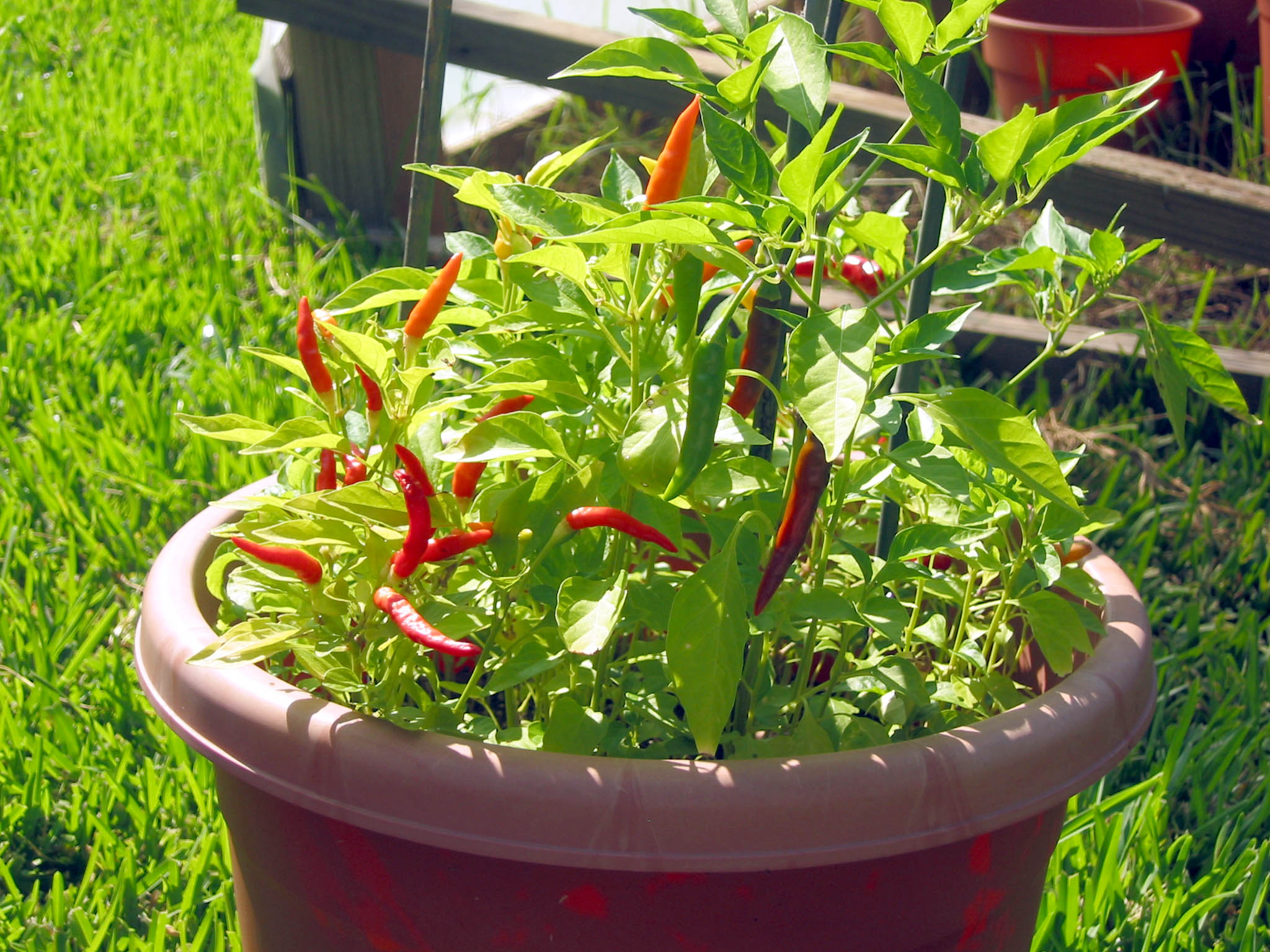
Пири-пири

- Моамба, соус или блюдо, приготовленное с соусом, обычно из арахисового масла.
- Ngai ngai ya musaka — это соус или блюдо с соусом, обычно приготовленным из околоплодника (не семян) пальмовых орехов, плодов африканской масличной пальмы (Elaeis guineensis) в западной части Средней Африки[5]. Ngai ngai — это щавель кислый.
- Chikwangue или kwanga, сделанный из маниоки, приготовленный и хранящийся в банановых листьях, более темный в некоторых частях страны, почти белый в других частях.
- Фуфу, липкое тестообразное блюдо из муки маниоки. Это такое же основное блюдо, как рис или картофель в других странах.
- Лосо на мадесу — рис и бобы.
- Сомбе или понду — суп из отваренных, растертых и приготовленных листьев маниоки.
- Ндакала — маленькая сушеная рыбка.
- Пири-пири — очень острый перец, который подают почти ко всему, даже иногда сушеный и посыпанный фруктами.
- Пальмовое вино, изготовленное из сока дикой пальмы, ферментируется натуральными дрожжами и имеет содержание алкоголя от пяти до семи процентов.
- Мбембе — улитки.
- Муленда или донго-донго — бамия.
- Сосо — курица и рис.
- Нтаба или нгулу яко тумба — жареная козлятина или свинина.
- Мбиси я Майи (poisson de mere) — рыба.
- Либоке я мбика (пудинг из тыквенных семечек на пару), либоке я нгулу (суп из перца и свинины, приготовленный на пару в банановых листьях) или либоке я мбиси (рыба, в основном суп из перца и сома, приготовленный на пару в банановых листьях).
- Микате — обжаренные во фритюре шарики из теста.
- Макелеле — кузнечики.
- Пейн мвамбе — хлеб с арахисовым маслом.
- Макаябу — соленая рыба.
- Камунделе — палочки для кебаба, говядина на шпажках.
- Томсон — ставрида.
- Мбеунги — черноглазая фасоль.
- Лосо я булаи — конголезский джолоф из риса.
- Мадесу — тушеная фасоль.
- Понду я мадесу — рагу из листьев маниоки и фасоли.
- Дабо коло[англ.] — снэк, небольшие кусочки испечённого хлеба.